# Tad Lincoln
Thomas « Tad » Lincoln (4 avril 1853 – 15 juillet 1871) était le quatrième et le plus jeune fils du président Abraham Lincoln et de Mary Todd Lincoln.

## Biographie

### 1853 - 1865
Du vivant de son père, Tad était impulsif, indiscipliné et n'allait pas à l'école. John Hay, alors secrétaire privé de Lincoln (et futur secrétaire d'État), écrit que les nombreux tuteurs de Tad à la Maison-Blanche abandonnaient, en général, leur poste avec un fort sentiment de frustration. Tad faisait ce qu'il voulait à la Maison Blanche et l'on raconte de lui qu'il interrompait les réunions présidentielles, qu'il faisait parader et s'entraîner les gardes, qu'il collectionnait les animaux, etc. Lorsque son frère Willie décède, ses parents sont encore plus sévères par rapport à son comportement. Il mourra de la fièvre typhoïde.